# Évadfinálé
Az Évadfinálé (Season Finale) a South Park című rajzfilmsorozat 303. része (a 23. évad 6. epizódja). Elsőként 2019. november 6-án sugározták az Amerika Egyesült Államokban a Comedy Centralon, míg hazánkban ugyancsak a Comedy Central mutatta be 2020. január 29-én.
Az epizód címe nem arra utal, hogy a South Park 23. évada érne véget ezzel a résszel, hanem csak a Böcsület Farm epizódok, amelyekből tényleg ez az utolsó. A csalekmény kifigurázza Donald Trump áldozati pózait, a kínai cenzúrát, a bevándorlási hivatal táborait, illetve a 2019-es Joker című filmet, ahogy az eddigi részek is.

## Cselekmény
Az epizód a "Böcsület Farm" főcímével kezdődik, amelynek a zenéje a korábbinak a country stílusú feldolgozása, és amelyben minden sort Randy énekel (South Park helyett mindenütt Böcsület Farmot mondva), kivéve Kenny sorait, amelyben Törcsi mondja, hogy úgy be van tépve, hogy azt sem tudja, mi történik.
Miközben Randy és Törcsi a "Böcsület Reggeli" című podcastet veszik fel, a rendőrség rajtuk üt és Randyt letartóztatják. A városi tanács elé viszik, ahol azonnal közlik vele, hogy rájöttek: a korábban a várost terrorizáló Mexikói Joker nem is létezik, hanem Randy volt az, aki felrobbantotta a magán-marihuánaültetvényeket. Erről a Tweak-család videofelvételt is készített, így a polgármester nem tehet mást, börtönbe kell, hogy küldje őt. Mikor Sharon megtudja ezt és elmondja a gyerekeknek is, ők visszafogottan, de örülnek, mert tudják, hogy ezzel hátha újra normális lesz az életük és visszaköltözhetnek South Parkba.
Eközben a gyerekek a parkban játszanak. Cartman rosszul dobja el a labdát, amit Fehér Jason nem tud idejében elkapni, és halálra gázolja őt egy autó. A temetésen az apja, Bob magából kikelve közli, hogy alig jöttek el, hiszen Fehérékkel senki nem törődik. A börtönből Randy felhívja Garrison elnököt és a segítségét kéri. Garrison megkérdezi tőle, hogy alkalmazta-e már a "Tagad, támad, áldozatot játszik" trükköt, aminek az a lényege, hogy ha megvádolják valamivel, akkor azonnal a másikra kell áttolni ugyanazt és saját magát beállítani az áldozatának. Egyben megígéri neki, hogy segítségül elküldi Rudy Giulianit. Randy a gyengélkedőn füvet kér magának, megjátszva, hogy bűntudata van. Mikor az orvos nem ad neki, Randy kipróbálja rajta a technikát, de az közli vele, hogy nem fog menni, mert ő nem az Egyesült Államok elnöke.
A Böcsület Farmon spontán buli alakul ki, ahogy a városlakók, örvendezve Randy lecsukása felett, finomságokat hoznak a Marsh családnak. Fehérék is megjelennek, amikor is Bob felháborodottan közli, hogy velük senki nem törődik, pedig a fiuk halt meg, és hogy úgy látják, hogy már csak ők támogatják a Böcsület Farmot. Cartman egy hirtelen ötlettől vezérelve azt mondja Fehéréknek, hogy Jason helyett fogadjanak örökbe egy gyereket a bevándorlásiak táborából. Fehérék el is mennek, ahol a gyerekeket úgy tartják, mintha egy állatmenhely lennének. Végül úgy döntenek, hogy egy "fajtiszta mexikóit" fogadnak örökbe, akit Alejandrónak neveznek el - hazaviszik, és elmondják neki, hogy Fehérként nem lesz könnyű az élete, mert sokaknak ők nem jelentenek semmit. A tévében Garrison elnök nyíltan kiáll Randy mellett, Giuliani pedig azt kéri mindenkitől, hogy akinek ez nem tetszik, az menjen ki az utcára és emelje fel a hangját. Fehérék elhatározzák, hogy így tesznek, és elveszik Alejandrótól a telefonját, aki Mexikót akarta felhívni, pedig este 7 után már nem lett volna szabad neki.
A börtönterápián Randy előadja, hogy amióta Garrison az elnök, azóta az erkölcsi iránytűjét hozzá igazítja, és hogy mindegy, milyen rossz, amíg jobb az elnöknél, addig nincs probléma. Később meglátogatja őt Giuliani és becsempész neki egy füves cigarettát, csak hogy ne vallja magát bűnösnek. Fehérék tüntetni kezdenek Randyért, Alejandro azonban nyíltan ellenáll. Fehérék azt a következtetést vonják le, hogy ha Alejandro is gondoskodhatna valakiről, talán átérezné a helyzetüket, ezért neki is örökbe akarnak fogadni egy gyereket. Alejandrónak kezd elege lenni abból, hogy Fehérék egyáltalán nem akarják megérteni őt, hanem mindig csak úgy válaszolnak neki, hogy "Bien, gracias, ¿y tú?" ("Jól, köszönöm, és te?")
Közeleg Randy tárgyalásának napja, amikor is az egész város egy emberként kántálja a városháza előtt, hogy csukják le őt, kivéve Fehéréket, akik mellette állnak ki. Alejandro dühöngeni kezd, mert Bob bekeni az arcát naptejjel, amitől tiszta fehér lesz, és elmenekül. Közben a meghallgatáson ott van Garrison és Giuliani is - Randy először a megbeszélt stratégia alapján védeni kezdi magát és azt állítja, hogy csak a Mexikói Jokert akarta csapdába csalni. De aztán meggondolja magát: közli, hogy Giuliani becsempészte neki a füves cigarettát, ami borzasztó rossz volt, és egyáltalán nem volt "böcsületes", és ez emlékeztette őt arra, hogy miért is kezdett el füvet termeszteni. Miközben a termesztés erényeit sorolja, robbanások hallatszanak kintről - a dühöngő Alejandro autókat kezd el törni-zúzni és robbantgatni, miközben az arca tiszta fehér a naptejtől, és emiatt a rendőrség úgy hiszi, hogy Mexikói Joker az. Megpróbálják őt lelőni, de elmenekül. Így Randyvel szemben ejtik az összes vádat, majd beszédében köszönetet mond Fehéréknek, amiért kiálltak mellette. Az epizód végén már havazik, "lezárult az évad", a hideg idő miatt nincs több termés. Randy egy kamerába néz és megköszöni a nézőknek a támogatást, és bejelenti, hogy az "Évadfinálé" nevű termék most kedvezménnyel kapható, és hogy a második évadra előrendelést felvesznek.
A stáblista alatt szóló zene változatlan, viszont Randy énekelgeti alatta, hogy "Böcsület Farm".

## Kulturális utalások, kontextus
- A taktika, amit Garrison elnök alkalmaz (Tagad, támad, áldozatot játszik), DARVO rövidítéssel közismert pszichológiai trükk. Ez, valamint Fehérék észrevétele, hogy az egész eljárás Randy ellen csak az adófizetők pénzének égetése, utalás arra, hogy 2019-ben vádat akartak emelni Donald Trump akkori amerikai elnök ellen, mert Ukrajnától azt próbálta meg kicsikarni, hogy szolgáltassanak kompromittáló adatokat Joe Bidennel szemben, hogy azok birtokában megnyerhesse a közelgő választást. Ő tagadta a vádakat és helyette Bidennek és fiának az ukránokkal és a kínaiakkal folytatott korrupt üzelmeivel vágott vissza, valamint azzal, hogy a vádemelés boszorkányüldözés. Amikor az epizódban a videót bemutató Tweak-családot Garrison elnök "szájbakúrt aljas kis árulkodó geciknek" nevezi nagy nyilvánosság előtt, az arra utal, amikor Trump vehemensen nyilvánította ki, hogy tudni akarja, ki volt az, aki kiszivárogtatta róla azt, hogy az ukránoktól kért szívességet.
- A tömeg a városháza előtt, amely azt követeli, hogy csukják le Randyt, szintén egy utalás: a 2019-es MLB World Series ötödik meccsén Donald Trump is megjelent, akit kifütyültek, majd ugyanígy a lecsukását követelve skandált a tömeg. Pár nappal később az incidens megismétlődött egy UFC-meccsen, igaz, ott a támogatói többségben voltak.

## Forráshivatkozások
1. ↑  Schedeen, Jesse: South Park Season 23, Episode 6 - "Season Finale" Review (angol nyelven). IGN, 2019. november 7. (Hozzáférés: 2024. június 24.)